# Artur Buchenau
Artur Buchenau (* 3. Juni 1879 in Elberfeld; † 1946 in Bad Nauheim) war ein deutscher Philosoph, Lehrer und Lektor.

## Leben
Buchenau wurde während seines Studiums im Jahr 1897 Mitglied der Burschenschaft Alemannia Bonn. Er war ein Vertreter des Neukantianismus und veröffentlichte zu Themen der Philosophie der Neuzeit (vor allem zu Nicolas Malebranche und Immanuel Kant) sowie zu pädagogischen Fragen. Als Lektor des de-Gruyter-Verlags war er Mitarbeiter bzw. Herausgeber der Kantischen Akademieausgabe und des Opus posthumum Kants sowie der Werke Pestalozzis. Für den Felix Meiner Verlag wirkte er an der Ausgabe der Werke von Leibniz und Descartes mit.
Als Lehrer arbeitete Buchenau ab 1909 im Rheinland und in Charlottenburg. 1917 wurde er Direktor des Sophienlyzeums in Berlin, zusätzlich war er von 1919 bis 1921 auch Stadtschulrat von Berlin-Neukölln. 1924 wechselte er als Direktor zum vereinigten Friedrichs- und Humboldt-Gymnasium, dem er bis 1937 vorstand.

## Mitgliedschaften
- Vorsitzender der Comenius-Gesellschaft in Berlin
- Berliner Freimaurerloge Pythagoras zum flammenden Stern

## Veröffentlichungen (Auswahl)
- Als Übersetzer und Herausgeber: René Descartes: Meditationen über die Grundlagen der Philosophie mit den sämtlichen Einwänden und Erwiderungen. (= Philosophische Bibliothek, Band 27). Felix Meiner Verlag, Leipzig 1915.
- Als Übersetzer und Herausgeber: René Descartes: Die Prinzipien der Philosophie René Descartes. Mit Anhang: Bemerkungen René Descartes' über ein gewisses in den Niederlanden gegen Ende 1647 gedrucktes Programm. (= Philosophische Bibliothek, Band 28). Mit 47 Figuren im Text. Felix Meiner Verlag, Leipzig 4. Auflage 1922.
- Die deutsche Schule der Zukunft. Ideen zu einer einheitlichen Organisation des deutschen Schulwesens. Reichl, Berlin 1917.